# Serrat de Sant Ponç (Montclar)
El Serrat de Sant Ponç és una muntanya de 820 metres que es troba al municipi de Montclar, a la comarca catalana del Berguedà.